# هجرة الرشايدة

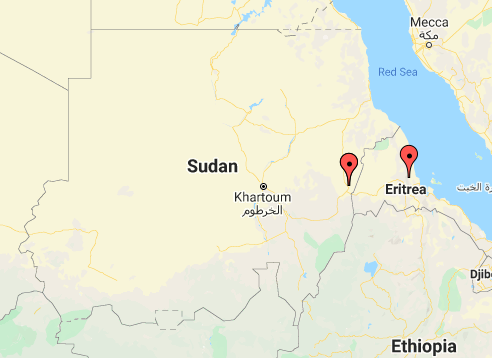
أماكن تواجد الرشايدة في السودان

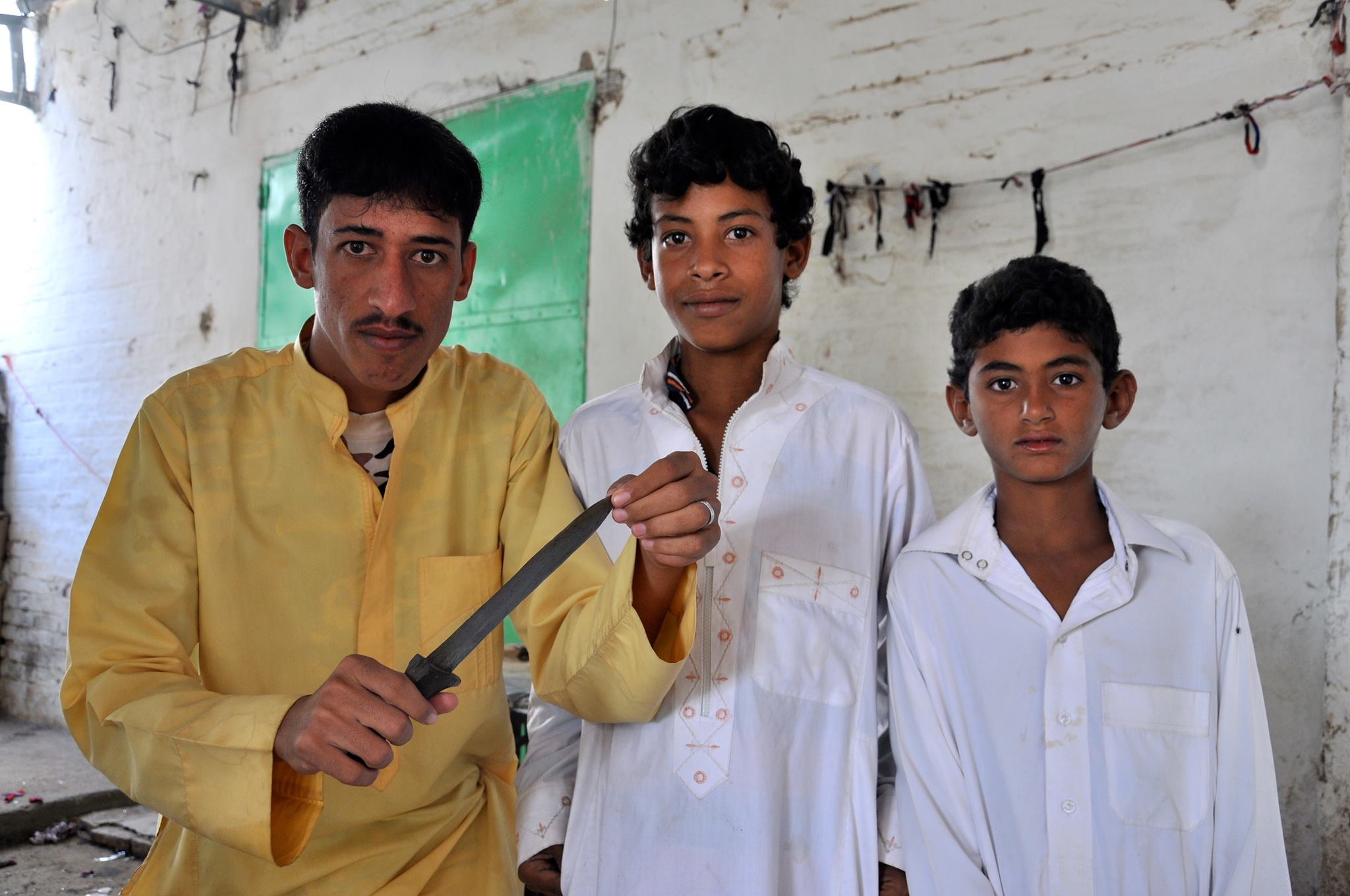
ثلاثة أفراد من قبيلة الرشايدة في كسلا بالسودان

هجرة الرشايدة أو هجرة بني رشيد أحد الهجرات العربية الكبيرة والقريبة زمنيا إلى شرق قارة أفريقيا وتحديدا دولة السودان وإرتريا وجنوب مصر. وتعتبر من أهم الظواهر الاجتماعية التي وقعت في تلك المناطق وسببت في انتشار العرب كثيرًا في شرق السودان. وشمال إرتريا. وشكلت هذه الهجرة تغيير ديموغرافي في الشرق الأفريقي وتعريبه. تمت هذه الهجرة على عدة مراحل بدأت بشكل بسيط في القرن التاسع الهجري وختمت بالهجرة الكبرى في عام 1288 هـ - 1872 م. وهي هجرة معروفة في التراث الحجازي البدوي. وعلى الرغم من كون الرشايدة هم اكبر قبيلة في هذه الهجرة الا انها شملت بعض فروع قبائل شبه الجزيرة العربية  المجاورين بني رشيد. ويشبهها البعض بهجرة بني هلال من حيث الأسباب وتنوع أفرع القبائل المهاجرة التي رافقتها من سبيع وعتيبة والبقوم وهذيل وغيرهم. ويعتبرها البعض ثاني أكبر هجرة عربية بعد هجرة بني هلال لتأثيرها اللغوي والعسكري والاجتماعي والديموغرافي على مناطق شرق افريقيا.

## أسبابها

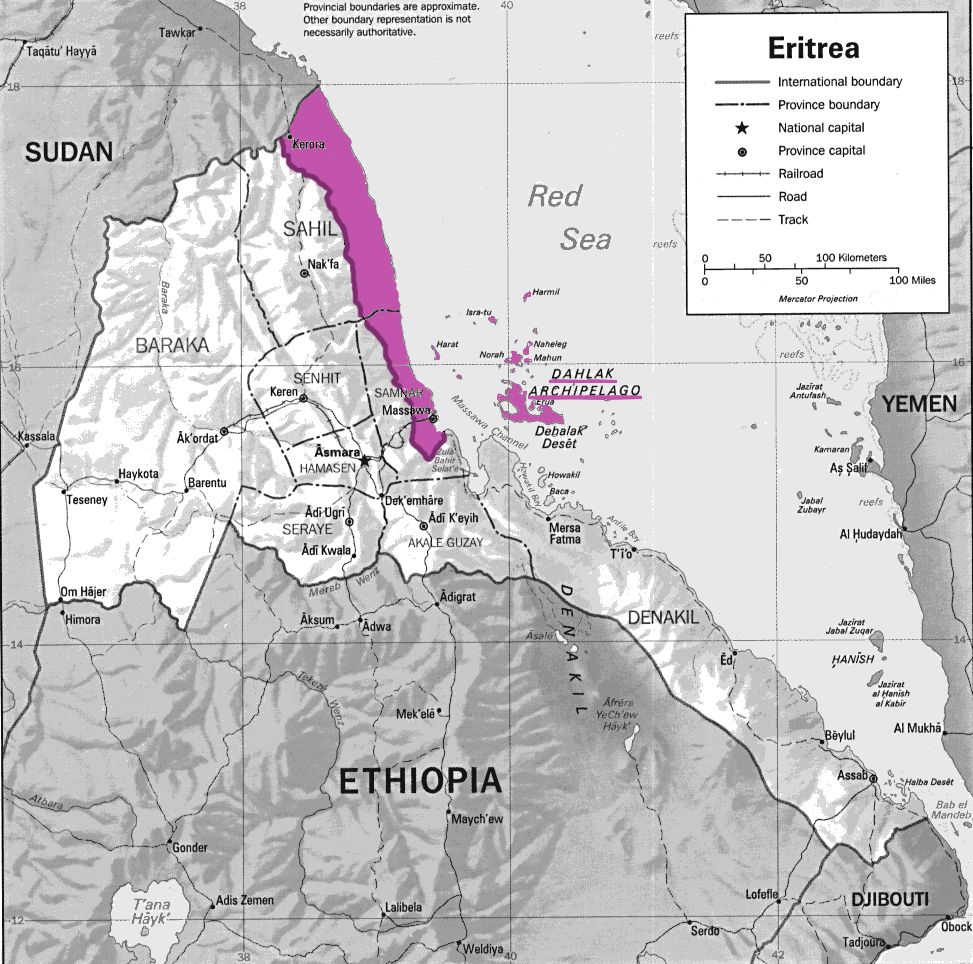
خريطة توضح مدى انتشار قبيلة الرشايدة العربية في بر إريتريا وأرخبيل دهلك.

ترتبط هجرة بعض قبيلة بني رشيد أو الرشايدة بسلسلة من الأحداث والظروف التي دفعتها نحو الانتقال إلى قارة أفريقيا. يعود جذور أسباب هذه الهجرة إلى العديد من العوامل التي تشكلت في ذلك الزمان. ومن أبرزها الحروب المستمرة وموجات الفقر التي تسببت في تدهور الأوضاع الاقتصادية والاجتماعية في منطقة الحجاز ونجد. وقيل انهم هاجروا بسبب وقوع حرب بينهم وبين بعض قبائل المنطقة في الحجاز. وقيل ان سبب الهجرة هو وقوع حرب بينهم وبين الشريف. وقيل بل كان سبب الهجرة الرئيسي هو الجدب الذي وقع في الحجاز في ذلك العصر مما أدى الى هجرة الرشايدة الى السودان وغيرها
العلامة ابن بسام التميمي عام 1818 في كتابة في اخبار العرب الاواخر وجاء نصه " عن قبائل الحجاز ومنهم ذوي رشيد الذين قامت بتوضيح أفعالهم الأسجاع والأناشيد . الجايدون إذا الجود عدم الصامدون الحرب إذا لم يجد أهلها منصدم . شادوا عمادها وأحيوا من السنة الشهباء جمادها عدد سقمانهم عشرة الاف 

## بلادهم قبل الهجرة
كانت تعيش قبيلة الرشايدة بشكل شبه رئيسي في ديارهم المسماة بحرة الرشايدة شمال المدينة المنورة، وكذلك كانت هناك أعداد متفرقة منهم في مناطق مختلفة من الحجاز ونجد. ومن الصعب تحديد مواقع سكن جميع أفراد وفروع هجرة الرشايدة بدقة نظراً لتنوع وتشعب قبائل هذه الهجرة. مع ذلك، فإن اتساع نطاق الهجرة الرشيدية وتعدد القبائل التي شاركت فيها يجعل من الصعب تحديد مناطق سكن جميع أفراد هذه الهجرة. لكن عمومًا، كانت الرشايدة ومن معهم من قبائل العرب كانوا يسكنون بشكل رئيسي في بادية نجد وشمال المدينة المنورة بالإضافة الى المناطق بين مكة والمدينة المنورة.

## الهجرة وديارهم
تكونت هجرة الرشايدة على عدة مراحل وعدة فترات متفرقة أهمها الهجرة الكبرى التي وقعت عام 1872 م بقيادة عبد الله بن مبارك المبارك السمهودي. حين هاجر الف رجل من الرشايدة من ميناء الوجه الى مصر عن طريق ( السنابيك ) وهي السفن الصغيرة. ثم نزح معظمهم الى السودان فأرسل والي منطقة سواكن رسالة الى الوالي في الخرطوم قال فيها
| هجرة الرشايدة | وصل الى بر العجم من بر العرب قوام الف فارس على السنابيك ونزلوا الى الساحل يحملون الأسلحة ومعهم عوائلهم وأطفالهم فهل نرجعهم الى بر العرب ام نتركهم | هجرة الرشايدة |

فرد عليه والي الخرطوم وامره بإمهالهم سته أشهر حتى يقيم وبعد سته أشهر ارسل والي سواكن الى والي الخرطوم انهم مفيدين في زيادة الضرائب واحياء الأرض فتركهم يعيشون بها. ومن اشعارهم التراثية التي تتحدث عن هجرتهم.

عاش بني رشيد في السودان حتى وقعت أحداث الثورة المهدية عام 1895 م فهاجر جمع كبير منهم الى إريتريا واستوطنوا شرقها ومدنها الساحلية مثل مصوع. ويسكنون في السودان في عدة مدن مثل بورتسودان وكسلا والخرطوم وغيرها. ومن الأشعار التي قيلت في هذه الهجرة يقول الشاعر محمد بن سالم البريعصي الرشيدي رحلته:
وقال شاعر أخر من أبناء الهجرة يصف هجرته من ميناء جدة الى كسلا:

## نسبتهم

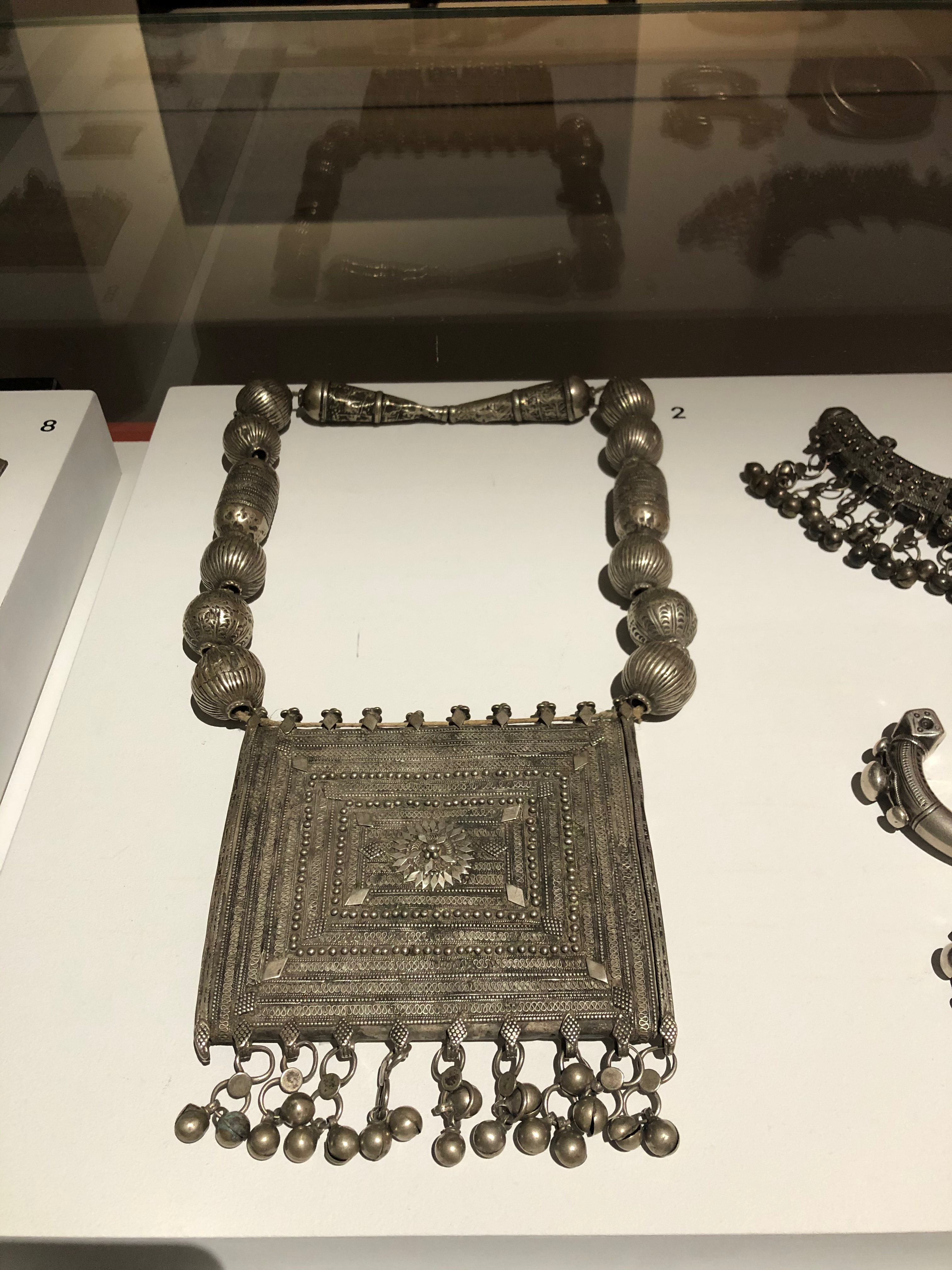
قلادة رشايدة. السودان. 1900-1950. متحف محمد السادس للفن الحديث والمعاصر بالرباط/2019

يقدر عدد الرشايدة فيها ما بين 80 ألف إلى 100 ألف نسمة وفقاً للإحصاء الحكومي وكانوا في سنة 1996 يشكلون 2.4% من سكان إريتريا.

## فروع القبائل المهاجرة
والهجرة شملت عدة أفرع من القبائل وكان أكثرهم قبيلة بني رشيد ولذلك اشتهروا بها واشتهرت بهم ولكنها تتكون من:
- قبيلة بني رشيد - هاجر عدة فروع كبيرة منهم البراطيخ والبراعصة والزنيمات وهم أكثر عرب الهجرة.
- قبيلة عتيبة - بعض ذوي عايد من الوذانين, وذوي غنيم من العوازم, وبعض الشيابين والبسايس من النفعة.
- قبيلة هذيل - الكعيكات من المطارفة, وبعض بني عمير, وذوي عيادة من بني مسعود, وبعض ذوي نجم من لحيان, وبعض ذوي عالي من لحيان, وبعض المرازيق من الندويين, وال منيف والدبسة من دعد.
- قبيلة حرب - بعض قبيلة البيضان, بعض قبيلة السحمة, فروع من بني عوف.
- قبيلة سبيع - بعض العرينات, وبعض قبيلة مليح من سبيع, والمحاميد, والمفالحة.